# Livry-sur-Seine
Livry-sur-Seine ist eine französische Gemeinde mit 2.224 Einwohnern (Stand 1. Januar 2022) im Département Seine-et-Marne in der Region Île-de-France.

## Geographie
Der Ort befindet sich zwei Kilometer südlich von Melun an der Bahnlinie von Melun nach Montereau. Livry-sur-Seine, an der Seine gelegen wie der Name es ausdrückt, gehört zum Gemeindeverband Communauté d’agglomération Melun Val de Seine. Im äußersten Nordosten berührt der Seine-Zufluss Chaumont das Gemeindegebiet auf einer kurzen Strecke.

## Sehenswürdigkeiten
- Kirche Saint-Étienne, erbaut im 13. Jahrhundert

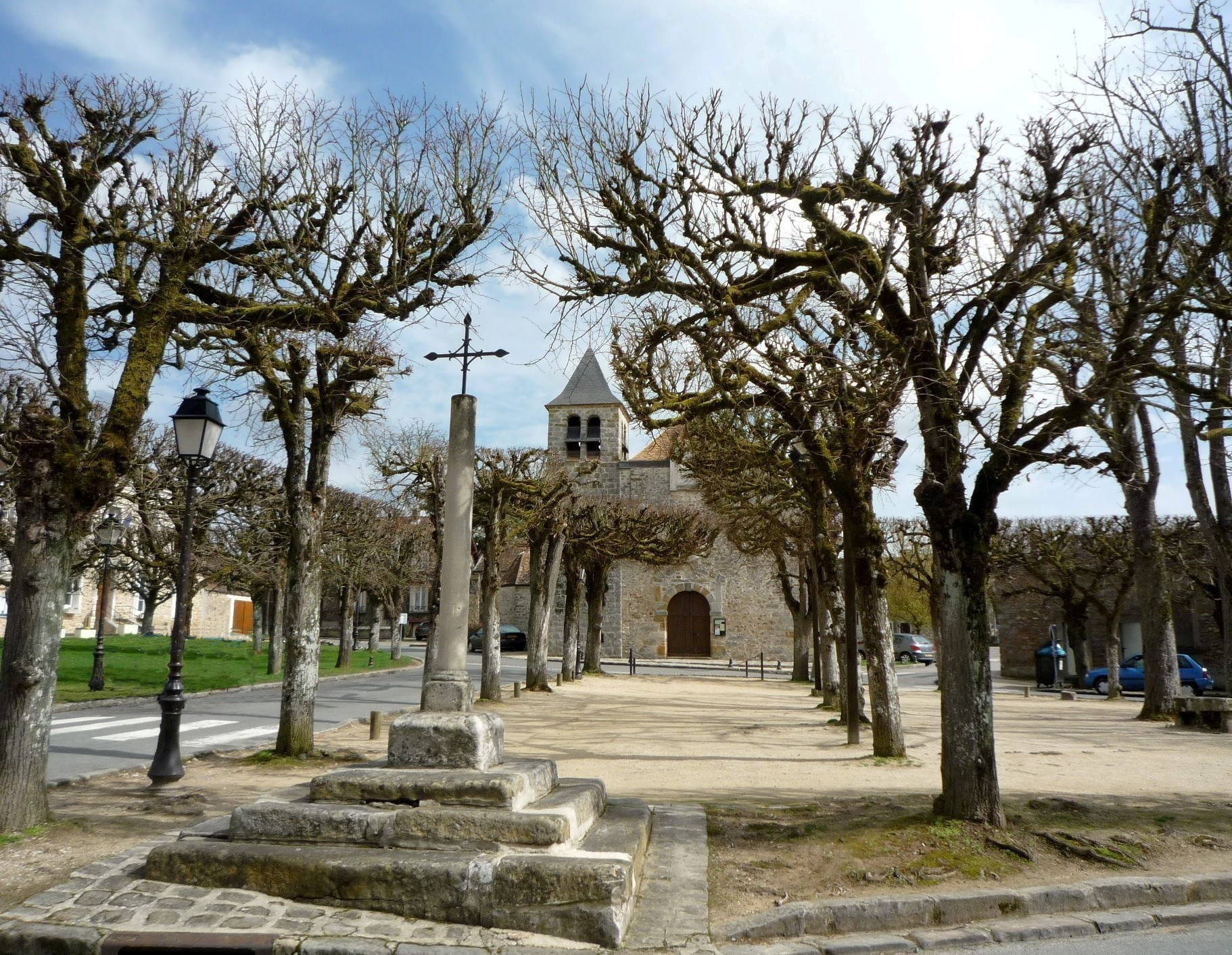
Kirche Saint-Étienne